# António Mendes Bello
António Mendes Bello (Gouveia, 18 giugno 1842 – Lisbona, 5 agosto 1929) è stato un cardinale e patriarca cattolico portoghese.

## Biografia
Nacque a Gouveia il 18 giugno 1842 da Miguel Mendes Bello e Rosalina dos Santos de Almeida Mota.
Papa Pio X lo elevò al rango di cardinale nel concistoro del 25 maggio 1914.
Morì il 5 agosto 1929 all'età di 87 anni.

## Genealogia episcopale e successione apostolica
La genealogia episcopale è:
- Cardinale Scipione Rebiba
- Cardinale Giulio Antonio Santori
- Cardinale Girolamo Bernerio, O.P.
- Arcivescovo Galeazzo Sanvitale
- Cardinale Ludovico Ludovisi
- Cardinale Luigi Caetani
- Cardinale Ulderico Carpegna
- Cardinale Paluzzo Paluzzi Altieri degli Albertoni
- Papa Benedetto XIII
- Papa Benedetto XIV
- Cardinale Enrico Enriquez
- Arcivescovo Manuel Quintano Bonifaz
- Cardinale Buenaventura Córdoba Espinosa de la Cerda
- Cardinale Giuseppe Maria Doria Pamphilj
- Papa Pio VIII
- Papa Pio IX
- Cardinale Alessandro Franchi
- Cardinale Gaetano Aloisi Masella
- Cardinale José Sebastião d'Almeida Neto, O.F.M.Disc.
- Cardinale António Mendes Bello

La successione apostolica è:
- Arcivescovo Manuel Mendes da Conceição Santos (1916)
- Vescovo Marcellino António Maria Franco (1920)
- Vescovo Manuel Domingos Maria Rosa Fructuoso, O.P. (1920)
- Vescovo Joaquim Rafael Maria d’Assunçâo Pitinho, O.F.M. (1921)